# Marginella stephmani
Marginella stephmani is een slakkensoort uit de familie van de Marginellidae. De wetenschappelijke naam van de soort is voor het eerst geldig gepubliceerd in 2012 door V. Veldsman & Aiken.